# 얼음골로 (청송군)
얼음골로(Eoreumgol-ro)는 대한민국의 경상북도 청송군 부남면에서 주왕산면을 거쳐 연결하는 도로이다.

## 노선 경로
| 이름             | 접속 노선                        | 소재지   | 비고             |
| ---------------- | -------------------------------- | -------- | ---------------- |
| 구천삼거리       | 국가지원지방도 제68호선 (부남로) | 부남면   | 지방도 제930호선 |
| 구천2교(노부천)  |                                  | 부남면   | 지방도 제930호선 |
| 서원교(노부천)   |                                  | 부남면   | 지방도 제930호선 |
| 화장1교(노부천)  |                                  | 부남면   | 지방도 제930호선 |
| 새마을교(노부천) |                                  | 부남면   | 지방도 제930호선 |
| 화장2교(노부천)  |                                  | 부남면   | 지방도 제930호선 |
| 이현삼거리       | 이현길                           | 부남면   | 지방도 제930호선 |
| 내룡교(가천)     |                                  | 주왕산면 | 지방도 제930호선 |
| (이름 없음)      | 지방도 제930호선 (팔각산로)      | 주왕산면 | 지방도 제930호선 |
| 내룡2교          |                                  | 주왕산면 |                  |
| 내룡3교          |                                  | 주왕산면 |                  |
| 설티삼거리       | 지방도 제914호선 (주왕산로)      | 주왕산면 |                  |